# Türkmenabat
Türkmenabat (do 1924 i 1927–1940 Czardżuj, później Czardżou, Çärjew, ros. Чарджоу) – miasto we wschodnim Turkmenistanie, przy granicy z Uzbekistanem, położone na lewym brzegu Amu-darii, naprzeciw ujścia jej dopływu Zarafszanu, na wysokości 187 m n.p.m., siedziba wilajetu lebapskiego. W 2022 roku liczyło ok. 230,9 tys. mieszkańców. Türkmenabat jest drugim pod względem liczby ludności miastem kraju.
Miasto zostało założone w 1886 roku podczas budowy kolei transkaspijskiej. Jeszcze do lat 30. XX wieku było niewielkim miasteczkiem. Korzystne położenie geograficzne oraz żyzność ziem nad Amu-Darią przyczyniły się do rozwoju miasta jako ważnego ośrodka handlowego i przemysłowego. Rozwinął się tutaj głównie przemysł spożywczy i włókienniczy (bawełna, jedwab, wyprawianie skórek karakułów).
W Türkmenabacie działa port rzeczny oraz niewielki port lotniczy, obsługujący głównie połączenie krajowe. Miasto jest ważnym węzłem kolejowym – ma połączenia z Turkmenbaszy (przez Mary, Aszchabad i Balkanabat), z Taszkentem w Uzbekistanie (przez Bucharę) oraz z Urgenczem (Uzbekistan) i Daszoguzem.
Około 70 km na południe od miasta znajduje się pustynny rezerwat Repetek, w którym żyją m.in. warany szare (turkm. zemzen).
Nazwa miasta Türkmenabat oznacza „miasto Turkmenów”.